# Samuel E. Beetley
Samuel E. Beetley (* 23. November 1913 in San Antonio, Texas; † 15. September 1988 in Santa Cruz, Kalifornien) war ein US-amerikanischer Filmeditor.

## Leben
Samuel E. Beetley begann seine Tätigkeit als Editor in den späten 1930er Jahren. Bis 1952 ausschließlich an Kinoproduktionen beteiligt, wandte er sich in diesem Jahrzehnt dem Fernsehen zu und wirkte an verschiedenen Fernsehserien mit. In den 1960er und 1970er Jahren folgten wieder einige Kinofilme, aber sein Schwerpunkt lag bis in die 1980er Jahre weiterhin auf dem Fernsehen.
Von 1969 bis 1973 war Beetley auch als post-production manager für verschiedene Fernsehproduktionen tätig.
Im Jahr 1968 war er zusammen mit Marjorie Fowler für den Film Doktor Dolittle in der Kategorie Bester Schnitt für den Oscar nominiert. Eine erste Nominierungen für den Preis hatte er 1963 für seine Mitarbeit an dem Kriegsfilm Der längste Tag erhalten. Für diese Produktion wurde Beetley von den American Cinema Editors im gleichen mit dem Eddie Award ausgezeichnet.
1974 sowie 1976 erhielt Beetley jeweils eine Auszeichnung mit dem Emmy. In den 1950er Jahren war er vier Mal für diesen Preis nominiert.

## Filmografie (Auswahl)
- 1942: Die Flotte bricht durch (The Navy Comes Through)
- 1947: Goldenes Gift (Out of the Past)
- 1948: Nacht in der Prärie (Blood on the Moon)
- 1948: Der Schrecken von Texas (Return of the Bad Men)
- 1949: Die rote Schlinge (The Big Steal)
- 1950: Hölle am weißen Turm (The White Tower)
- 1952: Die Söhne der drei Musketiere (At Sword's Point)
- 1952: Macao
- 1952: An der Spitze der Apachen (The Half-Breed)
- 1962: Der längste Tag (The Longest Day)
- 1964: Der Besuch (La visita)
- 1965: Michelangelo – Inferno und Ekstase (The Agony and the Ecstasy)
- 1967: Doktor Dolittle (Doctor Dolittle)
- 1973: …Jahr 2022… die überleben wollen (Soylent Green)
- 1974: Bad Ronald
- 1975: Street Cop (The Blue Knight)
- 1976: Sherlock Holmes in New York
- 1978: Fünf Tage bis nach Hause (Five Days from Home)